# Oscar Ahumada
Oscar Adrian Ahumada (Zárate, 31 agosto 1982) è un ex calciatore argentino, di ruolo centrocampista.

## Carriera
Ha partecipato campionato mondiale Under-20 del 2001 svoltisi in Argentina e vinto dalla squadra di casa. Ha esordito nel calcio professionistico nel 2002 con il River Plate. Nel 2004 ha militato per breve tempo in Germania nella squadra del Wolfsburg. Torna in patria nel River Plate dopo un anno e nel 2010 si trasferisce in Messico nel Veracruz.

## Palmarès

### Club

#### Competizioni nazionali
- Campionato argentino: 4

River Plate: Clausura 2002, Clausura 2003, Clausura 2004, Clausura 2008